# Roman Jakuba
Roman Jurijovyč Jakuba (in ucraino Роман Юрійович Якуба?; Leopoli, 23 aprile 2001) è un calciatore ucraino, difensore dello Zagłębie Lubin.

## Carriera
Cresciuto nei settori giovanili di L'viv e Šachtar, il 30 luglio 2021 si trasferisce al Valmiera, con cui inizia la carriera professionistica.; nella stagione successiva vince il primo storico campionato della storia del club lettone, giocato da titolare inamovibile. Il 16 gennaio 2023 passa in prestito al Puszcza Niepołomice, con cui conquista la promozione in Ekstraklasa ai play-off; il 12 luglio seguente il prestito viene rinnovato per un'altra stagione. Il 31 maggio 2024 viene riscattato dal club polacco, con cui si lega fino al 2026.
Il 2 luglio 2025 viene acquistato dallo Zagłębie Lubin, con cui firma un biennale.

## Statistiche

### Presenze e reti nei club
Statistiche aggiornate al 20 agosto 2025.
| Stagione                   | Squadra                    | Campionato                 | Campionato | Campionato | Coppe nazionali | Coppe nazionali | Coppe nazionali | Coppe continentali | Coppe continentali | Coppe continentali | Altre coppe | Altre coppe | Altre coppe | Totale | Totale | Totale |
| Stagione                   | Squadra                    | Comp                       | Pres       | Reti       | Comp            | Pres            | Reti            | Comp               | Pres               | Reti               | Comp        | Pres        | Reti        | Pres   | Reti   |        |
| -------------------------- | -------------------------- | -------------------------- | ---------- | ---------- | --------------- | --------------- | --------------- | ------------------ | ------------------ | ------------------ | ----------- | ----------- | ----------- | ------ | ------ | ------ |
| lug.-nov. 2021             | Valmiera                   | VL                         | 4          | 0          | CL              | 2               | 0               | -                  | -                  | -                  | -           | -           | -           | 6      | 0      |        |
| 2022                       | Valmiera                   | VL                         | 34         | 1          | CL              | 2               | 0               | UECL               | 2                  | 0                  | -           | -           | -           | 36     | 1      |        |
| Totale Valmiera            | Totale Valmiera            | Totale Valmiera            | 38         | 1          |                 | 4               | 0               |                    | 2                  | 0                  |             | -           | -           | 44     | 1      |        |
| gen.-giu. 2023             | Puszcza Niepołomice        | IL                         | 16+2       | 0          | CP              | -               | -               | -                  | -                  | -                  | -           | -           | -           | 18     | 0      |        |
| 2023-2024                  | Puszcza Niepołomice        | EK                         | 33         | 4          | CP              | 2               | 0               | -                  | -                  | -                  | -           | -           | -           | 35     | 4      |        |
| 2024-2025                  | Puszcza Niepołomice        | EK                         | 33         | 3          | CP              | 5               | 0               | -                  | -                  | -                  | -           | -           | -           | 38     | 3      |        |
| Totale Puszcza Niepołomice | Totale Puszcza Niepołomice | Totale Puszcza Niepołomice | 82+2       | 7          |                 | 7               | 0               |                    | -                  | -                  |             | -           | -           | 91     | 7      |        |
| 2025-2026                  | Zagłębie Lubin             | EK                         | 4          | 0          | CP              | 0               | 0               | -                  | -                  | -                  | -           | -           | -           | 4      | 0      |        |
| Totale carriera            | Totale carriera            | Totale carriera            | 124+2      | 8          |                 | 11              | 0               |                    | 2                  | 0                  |             | -           | -           | 139    | 8      |        |

## Palmarès

### Club

#### Competizioni nazionali
- Campionato lettone: 1

Valmiera: 2022